# Karl Theobald
Karl Julian Theobald (Great Yarmouth, 5 agosto 1969) è un attore britannico.

## Biografia
Nato a Great Yarmouth e cresciuto a Lowestoft. Ha studiato alla Denes High School e ha frequentato la scuola di danza in tenera età. Si è diplomato al Drama Centre London nel 1998, per lavorare con il Theatre de Complicité.
Negli anni novanta fondò un duo comico con Russell Brand, un suo amico di vecchia data. Ha scritto anche commedie per i programmi televisivi The Sketch Show e Smack the Pony. È apparso anche nella sitcom radiofonica The Exterminating Angels.
Nel 2008, è nel cast della serie fantascientifica di ITV Primeval, nei panni di Oliver Leek. Nel 2014, ha preso parte al film Downhill, una commedia su quattro uomini che tentano la Coast to Coast Walk di Alfred Wainwright.

## Filmografia parziale
- Green Wing – serie TV, 18 episodi (2004-2006)
- The Virgin Queen – serie TV, 2 episodi (2006)
- Doc Martin – serie TV, un episodio (2007)
- Primeval – serie TV, 7 episodi (2008)
- In viaggio con una rock star (Get Him to the Greek), regia di Nicholas Stoller (2010)
- Skins – serie TV, un episodio (2012)
- Jo – serie TV, un episodio (2013)
- Plebs – serie TV, 27 episodi (2013-2022)
- Doll & Em – serie TV, un episodio (2013)
- Downhill, regia di James Rouse (2014)
- Mortdecai, regia di David Koepp (2015)
- Trollied – serie TV, un episodio (2016)
- Sick Note – serie TV, 11 episodi (2017-2018)
- L'ispettore Barnaby (Midsomer Murders) – serie TV, un episodio (2017)
- Yesterday, regia di Danny Boyle (2019)
- Delitti in Paradiso (Death in Paradise) – serie TV, un episodio (2019)

## Doppiatori italiani
Nelle versioni in italiano delle opere in cui ha recitato, Karl Theobald è stato doppiato da:
- Stefano Ruffini in Green Wing (st. 1)
- Gianluca Solombrino in Green Wing (st. 2)
- Oliviero Dinelli in Primeval
- Alessandro Messina in Mortdecai
- Antonio Palumbo in Yesterday